# Състояние (шаблон)
Състояние е поведенчески шаблон за дизайн в обектно-ориентираното програмиране, който може да се използва за описване на машина на състоянията (напр. краен автомат)

## Роли
- Контекст – средата, която използва (и евентуално контролира) състоянията, описани чрез шаблона
- Абстрактно съсотяние – абстрактен клас, описващ общата логика и интерфейса на състоянията
- Конкретно състоятие – специфични реализации за всяко от състоянията